# Günter Klein (Politiker, 1900)
Günter Robert Paul Klein (* 21. Juli 1900 in Wiesenhaus, Kreis Strelno; † 22. Oktober 1963 in Bonn) war ein deutscher Jurist, Verwaltungsbeamter und Politiker (SPD).

## Leben und Beruf

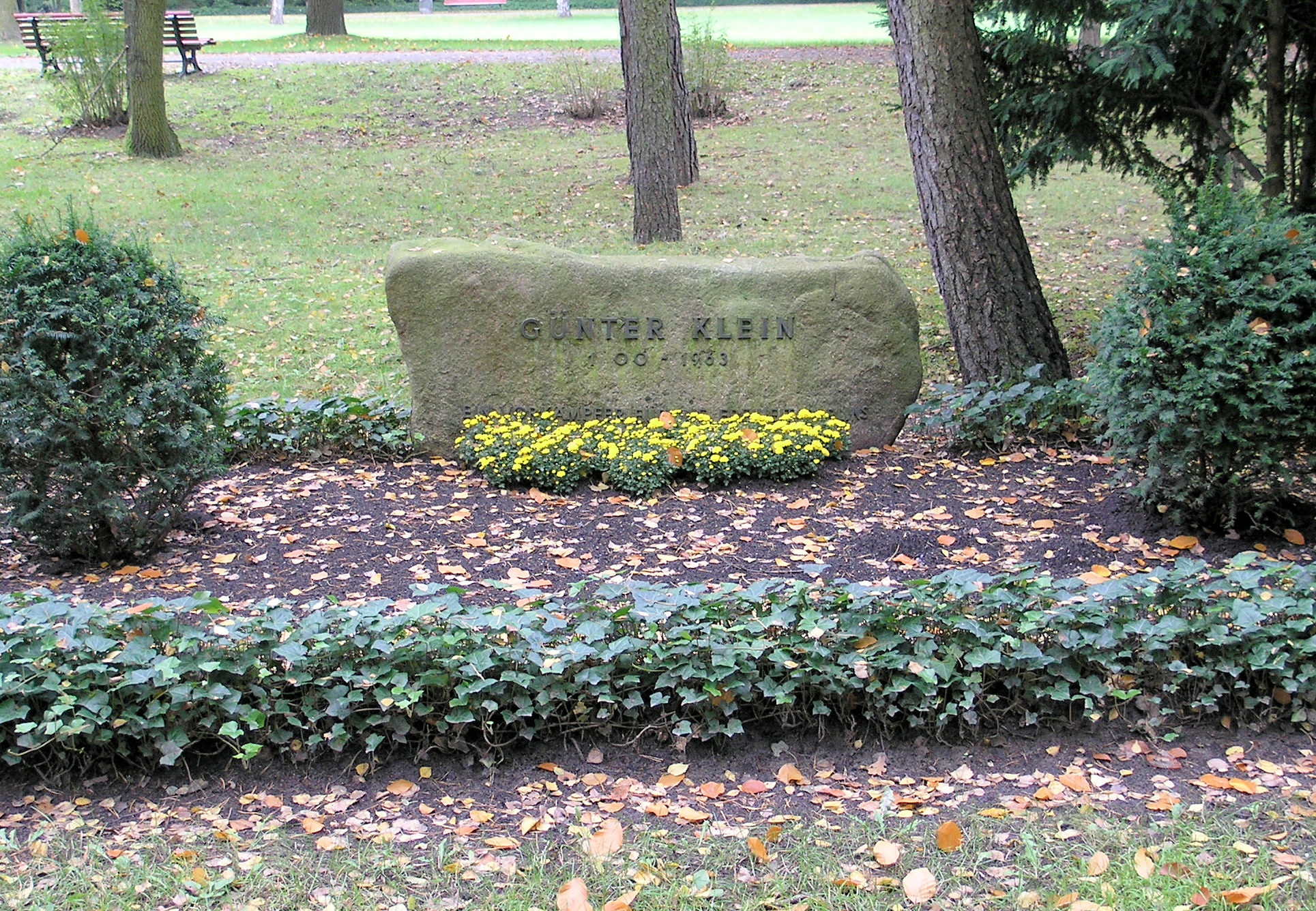
Ehrengrab, Potsdamer Chaussee 75, in Berlin-Nikolassee

Klein wurde als Sohn eines Revierförsters geboren. Nach dem Abitur nahm er ein Studium der Rechtswissenschaften an den Universitäten in Marburg und Freiburg im Breisgau auf, das er mit beiden juristischen Staatsexamen und der Promotion zum Dr. jur. beendete. Anschließend trat er in den preußischen Staatsdienst ein und war zunächst als Regierungsassessor in der Provinz Sachsen und in Schleswig-Holstein tätig. 1930/31 war er Regierungsrat in der Polizeiabteilung des preußischen Innenministeriums.
Nach der „Machtübernahme“ der Nationalsozialisten wurde Klein aus dem Staatsdienst entlassen. Er war seit 1933 bei der Allianz-Versicherungs AG beschäftigt und wurde 1939 Direktor einer Filiale in Posen. 1945 wurde er von der Versicherung mit Sonderaufgaben in Berlin betraut.
Klein starb am 22. Oktober 1963 und wurde auf dem Waldfriedhof Zehlendorf beigesetzt. Die Grabstätte gehört zu den Ehrengräbern des Landes Berlin.

## Partei
Klein war seit 1923 Mitglied der SPD.

## Abgeordneter
Klein war 1948 Berliner Vertreter beim Wirtschaftsrat für das Vereinigte Wirtschaftsgebiet (Bizone). Von 1954 bis 1962 war er Mitglied des Abgeordnetenhauses von Berlin. Als Berliner Abgeordneter zog er bei der Bundestagswahl 1961 in den Deutschen Bundestag ein, dem er bis zu seinem Tode angehörte.

## Öffentliche Ämter
Während der Zeit der Weimarer Republik amtierte Klein von 1931 bis 1933 als Landrat des Kreises Dinslaken.
Klein wurde 1948 erstmals in die Berliner Landesregierung berufen, in dem Oberbürgermeister Ernst Reuter (SPD) ihn zum Stadtrat für Bundesangelegenheiten ernannte. Nach der Verabschiedung der neuen Berliner Landesverfassung 1950 verblieb er als Regierungsmitglied im gleichen Ressort und führte nunmehr den Titel Senator für Bundesangelegenheiten.
Nach dem Tod Ernst Reuters am 29. September 1953 zerbrach die Koalition aus SPD, CDU und FDP mit der Folge, dass die SPD in die Opposition ging, während CDU und FDP eine Regierung unter Walther Schreiber (CDU) bildeten. Daraufhin schied Klein mit den übrigen SPD-Senatoren aus dem Amt.
Nach dem Wahlsieg der SPD bei den Wahlen zum Berliner Abgeordnetenhaus im Dezember 1954 wurde Klein vom Regierenden Bürgermeister Otto Suhr (SPD) erneut zum Senator für Bundesangelegenheiten berufen. Zudem wurde sein Ressort um den Bereich Post- und Fernmeldewesen erweitert. Dieses Amt behielt er auch unter Suhrs Nachfolger Willy Brandt bei. Nach seiner Wahl in den Deutschen Bundestag schied er im Dezember 1961 aus dem Amt.